# Ischnusia culiculina
Ischnusia culiculina är en fjärilsart som beskrevs av Paul Mabille 1878. Ischnusia culiculina ingår i släktet Ischnusia och familjen bastardsvärmare. Inga underarter finns listade i Catalogue of Life.